# Brookfield (Silverstein)
Brookfield è un singolo promozionale della band canadese Silverstein, pubblicato il 23 gennaio 2012 come prima canzone tratta dall'album del 2012 Short Songs. Brookfield è una località dell'Ontario nei pressi di Burlington, città di origine dei Silverstein.

## Testo
Il testo, che si accorda con l'atmosfera malinconica della canzone, è incentrato su Brookfield, sorta di "rifugio segreto" del narratore, e su una relazione in declino. La solitudine di Brookfield è il luogo dove trova conforto il protagonista nei momenti di sconforto, come quelli che sta vivendo con l'altra persona coinvolta nel discorso, e alla fine della canzone il narratore suggerisce anche che potrebbe prendere un'ultima, drastica decisione sulla propria vita, ma questo non lo spaventa, se sa che in base alle sue ultime volontà verrà sepolto a Brookfield.

## Video
Il video della canzone ricalca quasi passo per passo il testo, ed è stato girato a Brookfield e nelle zone vicine dal chitarrista della band, Josh Bradford. Si apre con un'immagine del lago sullo sfondo, con in primo piano alcune piante ed un cartello con la scritta "proprietà privata". In seguito, nell'arco di tutto il video, si alternano immagini sgranate riprese nella piscina di un giardino con alcune persone che si tuffano e nuotano, ed immagini di Brookfield e del cantante Shane Told che cammina per strada cantando la canzone. Il video è stato caricato in anteprima sul sito di MTV il 23 gennaio 2012.

## Critica
La critica ha considerato Brookfield come una delle migliori canzoni su Short Songs, nonché una tra le poche a ricordare lo stile abituale dei Silverstein, nonostante la breve durata.

## Formazione
- Shane Told - voce
- Josh Bradford - chitarra elettrica
- Neil Boshart - chitarra elettrica
- Paul Koehler - batteria
- Billy Hamilton - basso